# Anisozyga commaculata
Anisozyga commaculata là một loài bướm đêm trong họ Geometridae.